# Championnat d'Afrique des clubs champions féminin de volley-ball 2008
Navigation
Édition précédente Édition suivante
La 18e championnat d'Afrique des clubs champions de volley-ball féminin s'est déroulée du 27 avril au 4 mai 2008 au Caire en Égypte.

## Compétition

### Club en compétition
| Pays                             | Nombre d'équipes | Équipes                                |
| -------------------------------- | ---------------- | -------------------------------------- |
| Algérie                          | 1                | Mouloudia Club d'Alger                 |
| Botswana                         | 1                | Mafolofolo Volleyball Club             |
| Cameroun                         | 1                | Bafia volley-ball évolution            |
| République démocratique du Congo | 1                | Volley-ball Club Canon                 |
| Égypte                           | 2                | Al Ahly SC El Shams Club               |
| Kenya                            | 2                | Kenya Commercial Bank SC Kenya Prisons |
| Ouganda                          | 1                | Nkumba University                      |

### Premier tour

#### Poule A
| # | Équipe            | Pts | J | G | P | Sp | Sc | Ratio | Pp | Pc | Ratio |
| - | ----------------- | --- | - | - | - | -- | -- | ----- | -- | -- | ----- |
| 1 | Al Ahly SC        | 6   | 3 | 3 | 0 | 9  | 1  | 9     | 0  | 0  |       |
| 2 | Kenya Prisons     | 5   | 3 | 2 | 1 | 7  | 3  | 2.333 | 0  | 0  |       |
| 3 | Bafia évolution   | 4   | 3 | 1 | 2 | 3  | 7  | 0.429 | 0  | 0  |       |
| 4 | Nkumba University | 3   | 3 | 0 | 3 | 1  | 9  | 0.111 | 0  | 0  |       |

| Date     | Match                               | Résultat | Sets  | Sets  | Sets  | Sets  | Sets | Total Points |
| Date     | Match                               | Résultat | 1     | 2     | 3     | 4     | 5    | Total Points |
| -------- | ----------------------------------- | -------- | ----- | ----- | ----- | ----- | ---- | ------------ |
| 27.04.08 | Al Alhy - Nkumba University         | 3 - 0    | 25-12 | 25-8  | 25-17 | -     | -    | 75-37        |
| 28.04.08 | Kenya Prisons - Bafia évolution     | 3 - 0    | 25-22 | 25-14 | 25-19 | -     | -    | 75-55        |
| 29.04.08 | Kenya Prisons - Nkumba University   | 3 - 0    | 25-10 | 25-6  | 25-6  | -     | -    | 75-22        |
| 29.04.08 | Al Alhy - Bafia évolution           | 3 - 0    | 25-17 | 25-15 | 25-14 | -     | -    | 75-46        |
| 30.04.08 | Al Alhy - Kenya Prisons             | 3 - 1    | 25-27 | 25-18 | 25-16 | 25-19 | -    | 100-80       |
| 30.04.08 | Bafia évolution - Nkumba University | 3 - 1    | 25-11 | 25-18 | 21-25 | 25-15 | -    | 96-69        |

#### Poule B
| # | Équipe                   | Pts | J | G | P | Sp | Sc | Ratio | Pp | Pc | Ratio |
| - | ------------------------ | --- | - | - | - | -- | -- | ----- | -- | -- | ----- |
| 1 | Kenya Commercial Bank SC | 8   | 4 | 4 | 0 | 0  | 0  | MAX   | 0  | 0  |       |
| 2 | MC Alger                 | 7   | 4 | 3 | 1 | 9  | 5  | 1.8   | 0  | 0  |       |
| 3 | El Shams                 | 6   | 4 | 2 | 2 | 0  | 0  | MAX   | 0  | 0  |       |
| 4 | VC Canon                 | 5   | 4 | 1 | 3 | 0  | 0  | MAX   | 0  | 0  |       |
| 5 | Mafolofolo VBC           | 4   | 4 | 0 | 4 | 0  | 0  | MAX   | 0  | 0  |       |

| Date     | Match                                  | Résultat | Sets  | Sets  | Sets  | Sets  | Sets  | Total Points |
| Date     | Match                                  | Résultat | 1     | 2     | 3     | 4     | 5     | Total Points |
| -------- | -------------------------------------- | -------- | ----- | ----- | ----- | ----- | ----- | ------------ |
| 27.04.08 | MC Alger - El Shams                    | 3 - 2    | 21-25 | 21-25 | 25-10 | 25-19 | 15-11 | 107-90       |
| 27.04.08 | Kenya Commercial Bank - VC Canon       | 3 - 0    | 25-21 | 25-16 | 25-16 | -     | -     | 75-53        |
| 28.04.08 | El Shams - Mafolofolo VBC              | 3 - 1    | 22-25 | 25-18 | 25-16 | 25-21 | -     | 97-80        |
| 28.04.08 | MC Alger - VC Canon                    | 3 - 0    | 27-25 | 25-21 | 25-14 | -     | -     | 77-60        |
| 29.04.08 | El Shams - VC Canon                    | 3 - 1    | 25-11 | 25-15 | 26-28 | 25-11 | -     | 101-65       |
| 29.04.08 | Kenya Commercial Bank - Mafolofolo VBC | 3 - 0    | 25-14 | 25-15 | 25-20 | -     | -     | 75-49        |
| 30.04.08 | Kenya Commercial Bank - El Shams       | 3 - 0    | 25-22 | 25-20 | 25-15 | -     | -     | 75-57        |
| 30.04.08 | MC Alger - Mafolofolo VBC              | 3 - 0    | 25-15 | 25-7  | 25-15 | -     | -     | 75-37        |
| 01.05.08 | VC Canon - Mafolofolo VBC              | 3 - 0    | 25-19 | 25-16 | 25-21 | -     | -     | 75-56        |
| 01.05.08 | Kenya Commercial Bank - MC Alger       | 3 - 0    | 25-19 | 25-21 | 25-17 | -     | -     | 75-57        |

### Phase finale

#### Places 5 à 8
|  | Demi-finales 3 mai 2008 | Demi-finales 3 mai 2008 |                 |   | 4e place 4 mai 2008 | 4e place 4 mai 2008 |
|  | Demi-finales 3 mai 2008 | Demi-finales 3 mai 2008 |                 |   | 4e place 4 mai 2008 | 4e place 4 mai 2008 |
|  |                         |                         |                 |   |                     |                     |
|  | 26-24 25-19 25-20       | 26-24 25-19 25-20       |                 |   | 21-25 12-25 23-25   | 21-25 12-25 23-25   |
|  | 26-24 25-19 25-20       | 26-24 25-19 25-20       |                 |   | 21-25 12-25 23-25   | 21-25 12-25 23-25   |
|  | Bafia évolution         | 3                       |                 |   | 21-25 12-25 23-25   | 21-25 12-25 23-25   |
|  | Bafia évolution         | 3                       |                 |   | 21-25 12-25 23-25   | 21-25 12-25 23-25   |
|  | VC Canon                | 0                       |                 |   | 21-25 12-25 23-25   | 21-25 12-25 23-25   |
|  | VC Canon                | 0                       | Bafia évolution | 0 |                     |                     |
|  | 25-15 25-18 25-9        |                         | Bafia évolution | 0 |                     |                     |
|  |                         | El Shams Club           | 3               |   |                     |                     |
|  | El Shams Club           | El Shams Club           | 3               | 3 |                     |                     |
|  | El Shams Club           |                         |                 | 3 |                     |                     |
|  | Nkumba University       | 0                       |                 |   |                     |                     |
|  | Nkumba University       | 0                       | 8e place        |   |                     |                     |
|  |                         |                         |                 |   |                     |                     |
|  | 25-10 25-22 25-20       |                         |                 |   |                     |                     |
|  |                         |                         |                 |   |                     |                     |
|  | VC Canon                | 3                       |                 |   |                     |                     |
|  | VC Canon                | 3                       |                 |   |                     |                     |
|  | Nkumba University       |                         |                 |   |                     |                     |
|  |                         |                         |                 |   |                     |                     |

#### Places 1 à 4
|  | Demi-finales 3 mai 2008        | Demi-finales 3 mai 2008       |                        |   | Finale 4 mai 2008 | Finale 4 mai 2008 |
|  | Demi-finales 3 mai 2008        | Demi-finales 3 mai 2008       |                        |   | Finale 4 mai 2008 | Finale 4 mai 2008 |
|  |                                |                               |                        |   |                   |                   |
|  | 13-25 25-23 25-18 14-25 12-15  | 13-25 25-23 25-18 14-25 12-15 |                        |   | 19-25 25-27 23-25 | 19-25 25-27 23-25 |
|  | 13-25 25-23 25-18 14-25 12-15  | 13-25 25-23 25-18 14-25 12-15 |                        |   | 19-25 25-27 23-25 | 19-25 25-27 23-25 |
|  | Al Ahly SC                     | 2                             |                        |   | 19-25 25-27 23-25 | 19-25 25-27 23-25 |
|  | Al Ahly SC                     | 2                             |                        |   | 19-25 25-27 23-25 | 19-25 25-27 23-25 |
|  | MC Alger                       | 3                             |                        |   | 19-25 25-27 23-25 | 19-25 25-27 23-25 |
|  | MC Alger                       | 3                             | MC Alger               | 0 |                   |                   |
|  | 25-27 21-25 25-13 25-13, 15-17 |                               | MC Alger               | 0 |                   |                   |
|  |                                | Prisons Kenya                 | 3                      |   |                   |                   |
|  | Kenya Commercial Bank SC       | Prisons Kenya                 | 3                      | 2 |                   |                   |
|  | Kenya Commercial Bank SC       |                               |                        | 2 |                   |                   |
|  | Prisons Kenya                  | 3                             |                        |   |                   |                   |
|  | Prisons Kenya                  | 3                             | Match pour la 3e place |   |                   |                   |
|  |                                |                               |                        |   |                   |                   |
|  | 20-25 20-25 25-23 14-25        |                               |                        |   |                   |                   |
|  |                                |                               |                        |   |                   |                   |
|  | Al Ahly SC                     | 1                             |                        |   |                   |                   |
|  | Al Ahly SC                     | 1                             |                        |   |                   |                   |
|  | Kenya Commercial Bank SC       | 3                             |                        |   |                   |                   |
|  | Kenya Commercial Bank SC       | 3                             |                        |   |                   |                   |

## Classement final
| Rang                        | Équipe                   |
| --------------------------- | ------------------------ |
| Médaille d'or, Afrique      | Prisons Kenya            |
| Médaille d'argent, Afrique  | MC Alger                 |
| Médaille de bronze, Afrique | Kenya Commercial Bank SC |
| 4                           | Al Ahly SC               |
| 5                           | El Shams                 |
| 6                           | Bafia Évolution          |
| 7                           | VC Canon                 |
| 8                           | Nkuma University         |
| 9                           | Mafolofolo VBC           |

## Récompenses
- MVP :  Nassima Benhamouda (MC Alger)
- Meilleure marqueuse :  Dorcas Ndasaba (KC Bank)
- Meilleure contreuse :  Diana Khisa (Prisons)
- Meilleure serveuse :  Esther Ouna (KC Bank)
- Meilleure passeuse :  Fatima Okazi (MC Alger)
- Meilleure libero :  Sara Talaat (Al Ahly)
- Meilleure réceptionneuse :  Jerono Tarus (Prisons)